# Óscar Whalley
Óscar Alexander Whalley Guardado (født 29. marts 1994) er en spansk fodboldspiller, der spiller målmand. Siden sommeren 2023 har han spillet for den mexicanske klub C.D. Guadalajara.
Han har tidligere spillet i flere spanske Segunda División-klubber med afstikkere til danske AGF og græske OFI Kreta.

## Klubkarriere
Óscar Whalley er født i Zaragoza som søn af en engelsk far og en mexicansk mor. Han spillede i det meste af sin ungdomstid for Real Zaragoza, og som 19-årig kom han til at spille for klubbens reservehold. Da klubbens førstemålmand Leo Franco i foråret 2014 erklærede, at han ønskede at forlade landet, og andenmålmanden var skadet, fik Whalley chancen som målmand på førsteholdet, der spillede i Segunda División i en hjemmekamp mod Sporting de Gijón; kampen endte 1-1.
I den følgende sæson spillede Whalley 19 kampe, da Zaragoza sluttede som nummer seks, og desuden en playoff-kamp, der endte med et nederlag på 0-3 hjemme til Girona FC. Efter dette blev han erstattet i resten af playoff-turneringen. I juli 2015 blev Whalley udlejet til naboklubben SD Huesca, der ligeledes spillede i næstbedste række. Her spillede han 15 kampe, inden han året efter blev solgt til Sporting de Gijón, hvor han var tredjevalg på målmandsposten. Han nåede kun en enkelt kamp i de to sæsoner, han hørte til klubben.

### AGF
Efter den mangeårige målmand Steffen Rasmussen var stoppet i AGF i sommeren 2018, var der brug for en ekstra målmand i klubben, hvor Aleksandar Jovanović den seneste tid havde været førstemålmand. Whalley, som var uden kontrakt, valgte derpå at skifte til den danske klub.
Whalley opnåede aldrig at blive mere end andenmålmand efter først Jovanović, dernæst den lejede Kamil Grabara og endelig den mere permanente løsning i form af svenskeren William Eskelinen. Han opnåede i alt 15 kampe, deraf 12 i Superligaen.

### Efter AGF
Efter en sæson i Aarhus skiftede Whalley til græske OFI Kreta, men også her blev det blot til én sæson. Han skiftede derpå tilbage til Spanien og CD Castellón, hvor han i sæsonen 2020-2021 fik 24 kampe i Segunda División. Da klubben rykkede ned den følgende sommer, skiftede Whalley videre til en anden Segunda División-klub, CD Lugo. Her spillede han to sæsoner og fik 68 kampe.
I sommeren 2023 flyttede Whalley til Mexico og C.D. Guadalajara.